# Gráfelli
Gráfelli è una montagna alta 856 metri sul mare situata sull'isola di Eysturoy, nell'arcipelago delle Isole Fær Øer, in Danimarca.
È la seconda montagna per altezza dell'intero arcipelago, dopo lo Slættaratindur (880 metri).